# Idioma arabela
El idioma arabela o arabé (Tapweyokwaka según la autodenominación de sus hablantes) es la lengua con mayor número de hablantes de la familia lingüística zápara.
El nombre arabé corresponde, en realidad, al del río donde viven. La etnia arabé fue contactada por primera vez en 1948. Según Gordon [2005], la lengua se halla en peligro porque, a pesar de que el número de hablantes sería suficiente para mantenerla viva, un número significativo de adultos puede entenderla pero no la habla, y las segundas lenguas (quechua y español) se vuelven preponderantes. El grupo étnico arabela estaría formado por unos 300 individuos y los hablantes de la lengua arabela serían la mitad más o menos.

## Distribución geográfica
El arabela se habla en la región amazónica del Perú: Región Loreto, provincia de Maynas, distrito Napo. La quebrada Arabelas es un afluente del río Curaray, que a su vez vierte sus aguas en el Napo. La zona se halla cerca de la frontera ecuatoriana, y los asentamientos principales de los arabela son las comunidades de Buena Vista y Flor de Coco (204 y 90 habitantes, respectivamente, según datos de INEI (1993).

## Número de hablantes
El número de hablantes del arabela es motivo de discusión entre los especialistas. Puede estimarse en alrededor de 150 (cifra en la que coinciden Wise [1999] y Solís [1987]), con un mínimo de 50 (Gordon [2005]) y un máximo de 300 (INEI [1993]), aunque estos últimos datos no hacen distinción entre grupo étnico y hablantes.

## Fonología
El siguiente cuadro recoge los fonemas consonánticos del arabela, y se indican los principales alófonos de cada fonema:
|             | labial  | apico- alveolar | alveo- palatal | velar             | glotal |
| ----------- | ------- | --------------- | -------------- | ----------------- | ------ |
| oclusiva    | p       | t [t, tː]       |                | k [k, x, g, ɣ,kː] |        |
| fricativa   |         | s               | ʃ [ʃ, ʃː]      |                   | h      |
| nasal       | m       | n [n,nː,nːd]    |                |                   |        |
| aproximante | w [w,w̃] | ɾ [ɾ,r,ɾː,rː]   | j [j,j̃]        |                   |        |

En cuanto a las vocales posee un sistema formado por cinco vocales:
|          | anterior | central       | posterior |
| -------- | -------- | ------------- | --------- |
| cerradas | i        | ɨ             | u [u,ʊ]   |
| medias   | e [e,ɪ]  |               |           |
| abiertas |          | a [a,æ,ɛ,ɔ,ə] |           |